# Roylea
Roylea je monotipski biljni rod iz porodice usnača smješten u potporodicu Lamioideae, tribus incertae sedis.
Jedina vrsta je R. cinerea, grm raširen po Himalajama u Nepalu i indijskim državama Himachal Pradesh, Jammu i Kashmir i Uttarakhand

## Opis
Aromatični grm visok do 1,8 m. Stabljike, uključujući i starije drvenaste dijelove, su sivkasto baršunaste boje prekrivene poleglim i ponešto raširenim žljezdastim dlačicama. Listovi su 2-4 x 0,7-3 cm, jajasti, nazubljeni do gotovo režnjeviti, plosnati ili nešto uži pri dnu. Peteljke su duge do 8 mm. Cvjetni klas sastoji se od odvojenih grozdova s 4-12 cvjetova na vrlo kratkim peteljkama. Brakteje su linearno-šiljaste, oko 3,5 mm. Cvjetne stapke su 0,5 mm. Čašica je oko 1,5 cm, cjevčica oko 6-7 mm; čašice gotovo jednake, elegantne, duguljasto-eliptične sužene na dnu, mrežaste žile, 7 x 2 mm, krute. Čašičasti listovi se u plodu jedva povećavaju. Cvjetovi su bijeli ili ružičasti, oko 1,3 cm; cijev vitka ravna, oko 9 mm, prstenasta; gornja usna cijela, dlakava; donja usna 3-režnjevita, sredina nešto veća. Oraščići su veličine oko 3,5 x 2 mm, ravni na vrhu. Ova biljka poznata vernakularno kao “Ashy Roylea” raste na Himalaji, od Kašmira do Nepala, na visinama od 1200-3700 m. Cvjeta u rujnu. 

## Ljekovitost
Koristi se kao antifebrifug (sredstvo za sniženje vrućice).
- R. cinerea, Ugodno aromatičan grm srednje veličine, listovi nasuprotni, cvjetovi bijeli, ružičasto obojeni u grozdovima.
- R. cinerea
- R. cinerea

## Sinonimi
- Ballota cinerea D.Don; Prodr. Fl. Nepal.: 111 (1825)
- Phlomis calycina Roxb.; Fl. Ind. [Roxburgh] 3: 11 (1832)
- Roylea calycina (Roxb.) Briq.; Nat. Pflanzenfam. [Engler & Prantl] IV, 3a: 260 (1896)
- Roylea elegans Wall. ex Benth.; Pl. Asiat. Rar. 1: 57 (1830)

## Vanjske poveznice
- Roylea cinerea (D.Don) Baillon: Ethnomedicinal uses, phytochemistry and pharmacology: A review